# 哈尔帕纳哈尔利
哈尔帕纳哈尔利（Harpanahalli），是印度卡纳塔克邦Davanagere县的一个城镇。总人口41889（2001年）。

## 人口
该地2001年总人口41889人，其中男性21890人，女性19999人；0—6岁人口5695人，其中男2872人，女2823人；识字率54.50%，其中男性为60.37%，女性为48.07%。